# Zuhair Balul
Zuhair Balul (arab.: زهير بهلول, hebr.: זוהיר בהלול, ang.: Zouheir Bahloul, ur. 24 grudnia 1950 w Akce) – izraelski komentator sportowy i polityk narodowości arabskiej, w latach 2015–2019 poseł do Knesetu.

## Życiorys
Urodził się 24 grudnia 1950 w Akce.
Ukończył szkołę średnią w rodzinnym mieście, następnie studiował a arabskim college’u w Hajfie. Pracował jako dziennikarz, a następnie komentator sportowy. Był współautorem, wydanej w 2010 roku, encyklopedii izraelskiego futbolu.
W wyborach parlamentarnych w 2015 po raz pierwszy dostał się do izraelskiego parlamentu z listy Unii Syjonistycznej, czyli koalicji Partii Pracy i Ruchu (Ha-Tenu’a). W Knesecie dwudziestej kadencji zasiadał w komisji spraw wewnętrznych i środowiska oraz trzech komisjach specjalnych.
18 października 2018 zrezygnował z zasiadania w parlamencie, mandat po nim objął Mosze Mizrachi.